# Two Door Cinema Club
Two Door Cinema Club (transkr. Tu dor sinema klab) je severnoirska muzička grupa.
Njihov debitantski album Tourist History izašao je 17. februara 2010. godine.
Drugi album Beacon koji su objavili 31. avgusta 2012. našao se na prvom mestu irske liste najprodavanijih albuma i na drugom mestu top liste u Ujedinjenom Kraljevstvu.

## Članovi

### Sadašnji
- Aleks Trimbl — glavni vokal, gitara
- Sem Holidej — gitara, prateći vokal
- Kevin Berd — bas-gitara, klavijature, sintesajzer, prateći vokal

## Diskografija

### Studijski albumi
- (2010)
- (2012)
- (2016)
- (2019)

### izdanja
- (2008)
- (2011)
- (2013)

## Spoljašnje veze
- Zvanična prezentacija
- Diskogs stranica
- Zvaničan Jutjub kanal
- Zvanična Fejsbuk stranica